# Perui réticsiröge
A perui réticsiröge (Leistes bellicosus) a madarak osztályának verébalakúak (Passeriformes) rendjébe, azon belül a csirögefélék (Icteridae) családjába tartozó faj.

## Rendszerezése
A fajt Filippo De Filippi olasz zoológus írta le 1847-ben, a Sturnella nembe Sturnella bellicosa néven. Egyes szervezetek jelenleg is ide sorolják.

## Előfordulása
Dél-Amerikában a Csendes-óceán partvidékén, Chile, Ecuador és Peru területén honos. Természetes élőhelyei a szubtrópusi és trópusi füves puszták, valamint szántóföldek és legelők. Állandó, nem vonuló faj.

## Megjelenése
A hím átlagos testhossza 20,5 centiméter, testtömege 78,5 gramm, a tojóé 61,4 gramm.

## Életmódja
Valószínűleg ízeltlábúakkal, kisebb gerincesekkel, magvakkal és bizonyos gyümölcsökkel táplálkozik.

## Természetvédelmi helyzete
Az elterjedési területe nagyon nagy, egyedszáma pedig stabil. A Természetvédelmi Világszövetség Vörös listáján nem fenyegetett fajként szerepel.